# Corde molle
La corde molle (corde lâche) est une discipline acrobatique traditionnelle des arts du cirque, distinguée de la corde raide du funambule.

## Sources
- Hanspeter Gschwend, Le Clown en moi : autobiographie avec porte-plume